# Jobst von Capelle
Jobst von Capelle (* 18. Dezember 1920 in Bremen; † 14. November 1998 in Münster) war ein deutscher Offizier, zuletzt Brigadegeneral des Heeres der Bundeswehr.

## Leben
Nach dem Abitur trat von Capelle, Sohn eines 1937 verstorbenen Majors, am 1. April 1940 bei der 3./Artillerieersatzabteilung 22 in Verden in die Wehrmacht ein. Ab Oktober 1940 war er bei der 2./Artillerieregiment 22 und besuchte im August 1941 den 8. Offizieranwärterlehrgang an der Artillerieschule in Jüterbog. Ab September 1941 war er bei der 2./schwere Artillerieersatzabteilung 58 eingesetzt und ab Februar 1941 bei der Heeresfliegerschule Reichenberg. Im Oktober 1942 wurde er Batterieoffizier im Panzerartillerieregiment 88, am 1. August 1943 zum Oberleutnant befördert und im August 1944 Batteriechef der 4./Artillerieregiment 1549. Von Mai 1945 bis Januar 1946 war er in britischer Kriegsgefangenschaft.
Nach der Kriegsgefangenschaft war von Capelle zunächst arbeitslos und nahm im Juli 1946 eine Anstellung als Maurer bei der Firma Lindemann in Bremen an. Daneben war er ab September 1947 Volontär beim Architekt Brand in Bremen. Im Sommersemester 1948 studierte er Hoch- und Tiefbau auf Technikum, brach dies aber aus finanziellen Gründen ab. Anschließend war er von September 1948 bis November 1955 kaufmännischer Angestellter bei der Bremer Lagerhaus-Gesellschaft.
Von Capelle trat am 1. Dezember 1955 als Oberleutnant bei der Lehrgruppe Andernach in die Bundeswehr ein. Danach war er ab Oktober 1956 als Hauptmann Batteriechef im Artillerielehrbataillon in Idar-Oberstein, ab Oktober 1958 S3-Offizier und stellvertretender Bataillonskommandeur des Panzerartilleriebataillons 25 in Braunschweig, ab Januar 1962 Taktiklehrer an der Heeresoffizierschule II in Hamburg, ab März 1964 Bataillonskommandeur des Raketenartilleriebataillons 12 in Nienburg/Weser, ab März 1967 S3 und stellvertretender Brigadekommandeur der Panzerbrigade 8 in Lüneburg, ab März 1968  Lehrstabsoffizier Artillerie an der Führungsakademie der Bundeswehr in Hamburg, ab Oktober 1969 Leiter des Schulstabs der Heeresoffizierschule II in Hamburg, ab dem 26. September 1972 Regimentskommandeur des Artillerieregiments 2. Er führte ab Oktober 1977 als Korpsartilleriekommandeur das Artilleriekommando 1 des I. Korps in Münster bis zu seiner Versetzung in den Ruhestand mit Ablauf des März 1981.
Von Capelle war verheiratet, evangelischer Konfession und hatte zwei Söhne.

## Auszeichnungen
- Eisernes Kreuz II. Klasse
- Verwundetenabzeichen in Schwarz
- Verdienstkreuz 1. Klasse des Verdienstordens der Bundesrepublik Deutschland
- Legion of Merit